# Solter ressli
Solter ressli är en insektsart som beskrevs av Hölzel 1972. Solter ressli ingår i släktet Solter och familjen myrlejonsländor. Inga underarter finns listade i Catalogue of Life.